# Antonio Abbondi
Antonio Abbondi (nascido no século XV - falecido em 1549) foi um arquiteto italiano do período do Renascimento, ativo sobreturo em Veneza.
Nasceu em Grosio, Valtellina. Em 1505, foi o supervisor da reconstrução do Fondaco dei Tedeschi em Veneza; três anos depois foi nomeado Proveditore del Sale ("provedor ou curador do sal") da cidade.
Depois de um incêndio ter destruído muitos edifícios na zona do Rialto em 10 de janeiro de 1514, teve um papel na reconstrução, competindo com Alessandro Leopardi, Giovanni Celeste, e Fra Giovanni Giocondo. Os planos de Abbondi para as Fabbriche Antiche foram escolhidos e a construção completou-se em 1522. Também reconstruiu a Igreja de San Giovanni Elemosinario. Em 6 de outubro de 1527 foi nomeado proto-maestro para a Scuola di San Rocco, e desenhou o piso superior.